# Кеви (Бельгия)
Кеви́ (фр. Quévy, валлон. и пикард. Kévi) — коммуна в Валлонии, расположенная в провинции Эно, округ Монс, на границе с Францией. Принадлежит Французскому языковому сообществу Бельгии. На площади 65,16 км² проживают 7734 человека (плотность населения — 119 чел./км²), из которых 48,49 % — мужчины и 51,51 % — женщины. Средний годовой доход на душу населения в 2003 году составлял 13 008 евро.
Почтовые коды: 7040, 7041. Телефонный код: 065.